# Puchar Rumunii w piłce siatkowej mężczyzn (2023/2024)
Puchar Rumunii w piłce siatkowej mężczyzn 2023/2024 – rozgrywki o siatkarski Puchar Rumunii zorganizowane przez Rumuński Związek Piłki Siatkowej (Federației Române de Volei, FRVolei). Zainaugurowane zostały 18 października 2023 roku.
W zawodach uczestniczyło 12 drużyn z najwyższej dywizji (Divizia A1). Rozgrywki składały się z 1/8 finału, ćwierćfinałów oraz turnieju finałowego. We wszystkich rundach rywalizacja toczyła się systemem pucharowym. W 1/8 finału i ćwierćfinałach o awansie decydował dwumecz.
Turniej finałowy odbył się w dniach 2-3 marca 2024 roku w hali sportowej w Mioveni (Sala Sporturilor Mioveni). W ramach turnieju finałowego rozegrano półfinały i finał. Po raz pierwszy Puchar Rumunii zdobył Rapid Bukareszt, który w finale pokonał Steauę Bukareszt.

## System rozgrywek
Rozgrywki o Puchar Rumunii w sezonie 2023/2024 składały się z 1/8 finału, ćwierćfinałów oraz turnieju finałowego, w ramach którego rozegrano półfinały i finał. We wszystkich rundach rywalizacja toczyła się w systemie pucharowym.
W 1/8 finału uczestniczyły zespoły, które w sezonie 2022/2023 w najwyższej klasie rozgrywkowej (Divizia A1) zajęły miejsca 5-10 oraz dwie drużyny, które awansowały do najwyższej dywizji. Kluby, które sezon 2022/2023 w dywizji A1 zakończyły na miejscach 1-4, udział w rozgrywkach rozpoczęły od ćwierćfinałów.
W 1/8 finału i w ćwierćfinałach w ramach pary odbywały się dwumecze. O awansie decydowała liczba zdobytych punktów. Za zwycięstwo 3:0 lub 3:1 drużyna otrzymywała 3 punkty, za zwycięstwo 3:2 – 2 punkty, za porażkę 2:3 – 1 punkt, natomiast za porażkę 1:3 lub 0:3 – 0 punktów. Jeżeli oba zespoły zdobyły tyle samo punktów, rozgrywany był tzw. złoty set grany do 15 punktów z dwoma punktami przewagi jednej z drużyn. W półfinałach i finale drużyny w ramach pary rozgrywały jeden mecz.
Przed początkiem rozgrywek oraz przed półfinałami odbyło się losowanie wyłaniające pary meczowe. Pierwsze losowanie przeprowadzone zostało 22 czerwca, natomiast drugie – 7 lutego.

## Drużyny uczestniczące
W Pucharze Rumunii w sezonie 2023/2024 uczestniczyło 12 drużyn grających w najwyższej klasie rozgrywkowej (Divizia A1).
| Divizia A1 (12 drużyn)         | Divizia A1 (12 drużyn) |
| ------------------------------ | ---------------------- |
| CSM Arcada Galați              | półfinał               |
| CSM Constanța                  | 1/8 finału             |
| CSM Corona Brașov              | ćwierćfinał            |
| SCMU Craiova                   | ćwierćfinał            |
| CS Dinamo Bukareszt            | półfinał               |
| CS Rapid Bukareszt             | zwycięstwo             |
| CSA Steaua Bukareszt           | finał                  |
| CS Știința Explorări Baia Mare | 1/8 finału             |
| CS Unirea Dej                  | 1/8 finału             |
| CS Universitatea Cluj          | ćwierćfinał            |
| CS UV Timișoara                | 1/8 finału             |
| SCM Zalău                      | ćwierćfinał            |

## Rozgrywki

### 1/8 finału
|  | Universitatea Cluj | 5 – 1 | UV Timișoara |  |

| 18.10.2023 17:00 (UTC+3) | Universitatea Cluj | 3:1 (23:25, 25:21, 28:26, 25:14) raport | UV Timișoara | Sala Sporturilor "Horia Demian", Kluż-Napoka Widzów: 100 Sędziowie: Cristian Boroeanu i Răzvan Luputan |

| 8.11.2023 18:00 (UTC+2) | UV Timișoara | 2:3 (25:17, 22:25, 29:27, 20:25, 10:15) raport | Universitatea Cluj | Sala de sport a Universității de Vest, Timișoara Widzów: 100 Sędziowie: Ionuț Buciu i Bogdan Bota |

|  | Zalău | 3 – 3 | Constanța |  |

| 24.10.2023 18:00 (UTC+3) | Zalău | 3:0 (25:18, 25:15, 25:23) raport | Constanța | Sala Sporturilor "Gheorghe Tadici", Zalău Widzów: 350 Sędziowie: Bogdan Bardasan i Cristian Serei |

| 29.10.2023 17:00 (UTC+3) | Constanța | 3:1 (25:23, 25:17, 20:25, 25:18) raport | Zalău | Sala Sporturilor, Konstanca Widzów: 180 Sędziowie: Alexandru Prodana i Cristian Cristea |

|  | Constanța | złoty set: 11:15 | Zalău |  |

|  | Unirea Dej | 0 – 6 | Corona Brașov |  |

| 18.10.2023 18:00 (UTC+3) | Unirea Dej | 1:3 (16:25, 19:25, 25:23, 16:25) raport | Corona Brașov | Sala de Sport "Petru Stăvariu", Dej Widzów: 150 Sędziowie: Octavian Diaconiță i Ionuț Buciu |

| 8.11.2023 13:00 (UTC+2) | Corona Brașov | 3:0 (25:12, 25:11, 25:22) raport | Unirea Dej | Sala Sporturilor "Dumitru Popescu Colibași", Braszów Widzów: 200 Sędziowie: Tudorel Arbunea i Marius Ștefurac |

|  | Rapid Bukareszt | 6 – 0 | Știința Explorări Baia Mare |  |

| 18.10.2023 18:00 (UTC+3) | Rapid Bukareszt | 3:1 (25:18, 21:25, 25:13, 25:22) raport | Știința Explorări Baia Mare | Sala Polivalentă Rapid, Bukareszt Widzów: 150 Sędziowie: Eduard Popescu i Lucian Năstase |

| 8.11.2023 17:00 (UTC+2) | Știința Explorări Baia Mare | 0:3 (16:25, 14:25, 21:25) raport | Rapid Bukareszt | Sala Sporturilor "Lascăr Pană", Baia Mare Widzów: 200 Sędziowie: Cristian Botezatu i Cristian Boroeanu |

### Ćwierćfinały
|  | Universitatea Cluj | 0 – 6 | Arcada Galați |  |

| 4.12.2023 18:00 (UTC+2) | Arcada Galați | 3:0 (25:16, 25:14, 25:13) raport | Universitatea Cluj | Sala Sporturilor "Dunărea", Gałacz Widzów: 115 Sędziowie: Rareș Puni i Cristian Ouatu |

| 5.12.2023 14:00 (UTC+2) | Arcada Galați | 3:0 (25:12, 25:16, 26:24) raport | Universitatea Cluj | Sala Sporturilor "Dunărea", Gałacz Widzów: 60 Sędziowie: Cristian Ouatu i Rareș Puni |

|  | Zalău | 1 – 5 | Steaua Bukareszt |  |

| 15.11.2023 18:00 (UTC+2) | Zalău | 2:3 (25:21, 20:25, 25:22, 22:25, 12:15) raport | Steaua Bukareszt | Sala Sporturilor "Gheorghe Tadici", Zalău Widzów: 500 Sędziowie: Bogdan Stoica i Cristian Serei |

| 6.12.2023 17:00 (UTC+2) | Steaua Bukareszt | 3:0 (25:22, 25:22, 25:20) raport | Zalău | Sala de Sport "Mihai Viteazul", Bukareszt Widzów: 50 Sędziowie: Lucian Năstase i Robert Toader |

|  | Corona Brașov | 0 – 6 | Dinamo Bukareszt |  |

| 15.11.2023 18:00 (UTC+2) | Dinamo Bukareszt | 3:0 (25:23, 25:19, 25:22) raport | Corona Brașov | Sala Polivalentă Dinamo, Bukareszt Widzów: 225 Sędziowie: Lucian Năstase i Alin Mateizer |

| 6.12.2023 18:00 (UTC+2) | Corona Brașov | 1:3 (22:25, 18:25, 29:27, 21:25) raport | Dinamo Bukareszt | Sala Sporturilor "Dumitru Popescu Colibași", Braszów Widzów: 200 Sędziowie: Cristian Cristea i George Grădinaru |

|  | Rapid Bukareszt | 6 – 0 | Craiova |  |

| 15.11.2023 16:30 (UTC+2) | Craiova | 0:3 (24:26, 20:25, 18:25) raport | Rapid Bukareszt | Sala Polivalentă, Krajowa Widzów: brak danych Sędziowie: Tudor Pop i Paul Szabo-Alexi |

| 6.12.2023 18:00 (UTC+2) | Rapid Bukareszt | 3:0 (25:21, 25:23, 25:16) raport | Craiova | Sala Polivalentă Rapid, Bukareszt Widzów: 50 Sędziowie: Mihai Coman i Bogdan Stoica |

### Turniej finałowy

#### Półfinały
| 2.03.2024 16:00 (UTC+2) | Dinamo Bukareszt | 1:3 (32:34, 27:25, 20:25, 17:25) raport | Steaua Bukareszt | Sala Sporturilor Mioveni, Mioveni Widzów: 250 Sędziowie: Alin Mateizer i Alexandru Prodana |

| 2.03.2024 19:00 (UTC+2) | Arcada Galați | 1:3 (25:20, 19:25, 22:25, 17:25) raport | Rapid Bukareszt | Sala Sporturilor Mioveni, Mioveni Widzów: 200 Sędziowie: Bogdan Stoica i Paul Szabo-Alexi |

#### Finał
| 3.03.2024 18:00 (UTC+2) | Steaua Bukareszt | 1:3 (25:22, 22:25, 14:25, 26:28) raport | Rapid Bukareszt | Sala Sporturilor Mioveni, Mioveni Widzów: 650 Sędziowie: Paul Szabo-Alexi i Bogdan Stoica |